# Valtònyc
José Miguel Arenas Beltrán (La Puebla, Islas Baleares, 18 de diciembre de 1993), conocido por su nombre artístico Valtònyc, es un rapero español. Definido a sí mismo como independentista, sus letras se basan en una ideología anticapitalista, republicana y antifascista.

## Biografía

### Caso Valtònyc
El 23 de agosto de 2012 fue detenido, acusado y condenado de enaltecimiento del terrorismo, apología al odio ideológico, incitación a la violencia e injurias a la Corona española.
El 22 de febrero de 2017, el tribunal de la Audiencia Nacional, formado por Concepción Espejel (presidenta y ponente), Enrique López y Juan Pablo González, lo condenó a 3 años y medio de cárcel por enaltecimiento del terrorismo y sus autores y humillación a sus víctimas, calumnias e injurias graves al Rey, y amenazas no condicionales a particular (a Jorge Campos Asensi).
Valtònyc presentó recurso contra la sentencia ante la Sala Segunda del Tribunal Supremo. Pero el 20 de febrero de 2018 el tribunal —formado por Francisco Monterde Ferrer (ponente y presidente), Andrés Martínez Arrieta, Juan Ramón Berdugo, Alberto Jorge Barreiro y Ana María Ferrer García— lo desestimó y ratificó la sentencia de la Audiencia Nacional.
El 12 de mayo de 2018, apareció un video de Valtònyc en Twitter en el que animaba a «matar un guardia civil» y a «ponerle una bomba al fiscal» lo que resultó en una querella realizada por el partido balear Actúa Baleares.
El 23 de mayo de 2018, un día antes de entrar en prisión, algunos medios de comunicación señalaban que había huido a Bélgica o a Suiza. Días antes, la Policía Nacional sospechaba de este hecho, por lo que inició un dispositivo de vigilancia en las salidas de aeropuertos. Inmediatamente después de conocerse que no se presentaría en el juzgado, la Audiencia Nacional cursó una orden de detención nacional, internacional y europea contra el rapero.
El 4 de junio de 2018 se confirmó su paradero en Bélgica. Al día siguiente, el Tribunal de Estrasburgo rechazó la petición de Valtònyc para retrasar su ingreso en prisión.
Desde entonces se puso a disposición de la justicia belga que lo dejó en libertad sin fianza con la única condición de no salir de Bélgica mientras se tramite su caso.
El 17 de mayo de 2022, el Tribunal de Apelación de Gante (Bélgica) decidió no extraditarle a España, mientras que la Fiscalía belga no recurrirá la decisión.
En octubre de 2023 vuelve a España tras prescribir la pena.

## Discografía
| Año  | Título                            | Ref.   |
| ---- | --------------------------------- | ------ |
| 2009 | Desde el papel                    | [ 22 ] |
| 2010 | Misantropia                       | [ 22 ] |
| 2011 | Jazz amb llàgrimes de rom         | [ 22 ] |
| 2012 | Residus d'un poeta                | [ 22 ] |
| 2012 | Mallorca és ca nostra             | [ 22 ] |
| 2012 | Rap rural (con Swing)             | [ 22 ] |
| 2012 | Cadenas                           | [ 22 ] |
| 2013 | Aina i altres ansietats           | [ 22 ] |
| 2013 | Microglicerina                    | [ 22 ] |
| 2014 | Eutanasia                         | [ 22 ] |
| 2015 | Simbiòsi                          | [ 22 ] |
| 2015 | La autodestrucción y sus ventajas | [ 22 ] |
| 2016 | Neversleep                        | [ 22 ] |
| 2018 | El Reincident                     | [ 23 ] |
| 2018 | Poemes per no tornar              |        |
| 2019 | Piet Hein                         | [ 24 ] |
| 2021 | En pau descansi (EPD)             | [ 25 ] |